# Гексафтороантимонат водорода
Гексафтороантимонат водорода (фторсурьмяная кислота, фтороантимоновая кислота, гексафторостибат водорода, H[SbF6]) — комплексное неорганическое соединение, состоящее из гексафторидной группы и свободного иона водорода. В этой системе плавиковая кислота выделяет протон (H+), а сопряжённое основание (F−) изолируется координационной связью с пентафторидом сурьмы. Так образуется большой октаэдрический анион (SbF6−), являющийся очень слабым нуклеофилом и очень слабым основанием. Став «свободным», протон обусловливает сверхкислотность системы. Фторсурьмяная кислота в 2·1019 раз сильнее 100%-й серной кислоты.
Фторсурьмяная кислота образуется простым смешиванием пентафторида сурьмы и плавиковой кислоты в молярном соотношении 1:1.